# Hokejový turnaj v Chamonix 1909

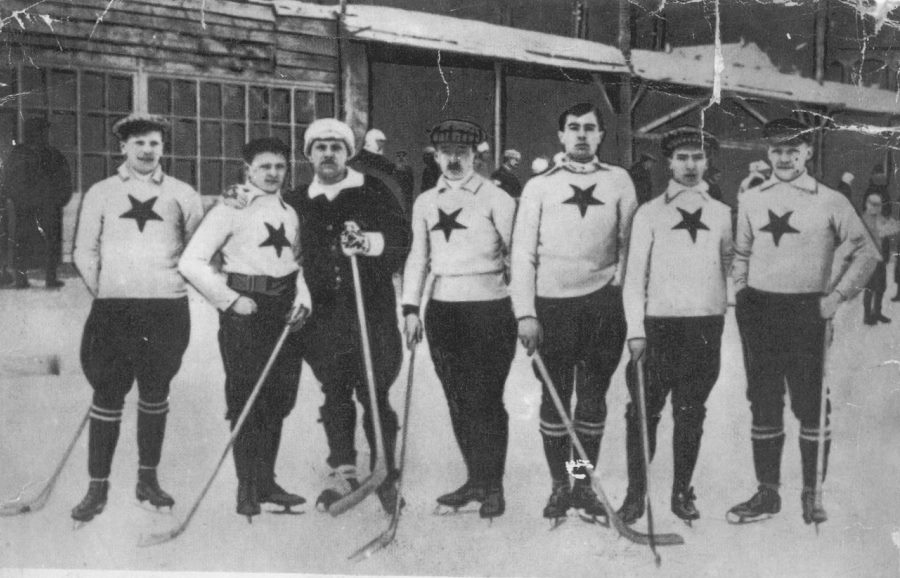
České hokejové mužstvo v roce 1909. Zleva: Otakar Vindyš, Boleslav Hammer, Josef Gruss, Jan Fleischmann, Jaroslav Jarkovský, Jan Palouš a Ctibor Malý.

Hokejový turnaj v Chamonix se konal ve dnech 23. – 25. ledna 1909. Byl prvním turnajem reprezentačních mužstev v ledním hokeji. Pozvána byla klubová mužstva z Anglie: Princes Ice Hockey Club, Francie: CP Paříž, Belgie: FPB Brusel, Švýcarska: Club des Patineurs de Lausanne a Čech: SK Slavia Praha, která reprezentovala jednotlivé země. Český svaz hokejový se ale na návrh Emila Procházky rozhodl vyslat reprezentační výběr Čech. Turnaj měl takový úspěch, že se LIHG rozhodla již za rok uspořádat první mistrovství Evropy v ledním hokeji.

## Výsledky a tabulka
|    |                | GBR  | FRA  | SUI | BEL | BOH  | V | R | P | Skóre | B |
| 1. | Velká Británie | ***  | 2:1p | 3:0 | 4:0 | 11:0 | 4 | 0 | 0 | 20:1  | 8 |
| 2. | Francie        | 1:2p | ***  | 3:0 | 1:0 | 8:1  | 3 | 0 | 1 | 13:3  | 6 |
| 3. | Švýcarsko      | 0:3  | 0:3  | *** | 6:2 | 8:2  | 2 | 0 | 2 | 14:10 | 4 |
| 4. | Belgie         | 0:4  | 0:1  | 2:6 | *** | 4:1  | 1 | 0 | 3 | 6:12  | 2 |
| 5. | Čechy          | 0:11 | 1:8  | 2:8 | 1:4 | ***  | 0 | 0 | 4 | 4:31  | 0 |

 Čechy –  Francie	1:8 (0:5, 1:3)
23. ledna 1909 – Chamonix

Branky a nahrávky Čech: Jan Pallausch (Palouš) (Jaroslav Jarkovský).

Branky Francie: Robert Lacroix 2, Pierre Daniel-Blayn 4, Alfréd de Rauch 2.
Čechy: Josef Gruss – Boleslav Hammer, Jan Fleischmann – Ctibor Malý – Otakar Vindyš, Jaroslav Jarkovský, Jan Pallausch (Palouš).
 Velká Británie –  Švýcarsko	3:0 (1:0, 2:0)
23. ledna 1909 – Chamonix

Branky Velké Británie: Hugo Stonor 2, Albert Macklin.
 Francie –  Belgie 	1:0 (1:0, 0:0)
23. ledna 1909 – Chamonix

Branka Francie: Pierre Daniel-Blayn.
 Čechy –  Švýcarsko	2:8 (1:2, 1:6)
24. ledna (dopoledne) 1909 – Chamonix

Branky Čech: Jaroslav Jarkovský, Otakar Vindyš.

Branky Švýcarska: Max Sillig 5, Berdes 3.
Čechy: Josef Gruss – Boleslav Hammer, Jan Fleischmann – Ctibor Malý – Otakar Vindyš, Jaroslav Jarkovský, Jan Pallausch (Palouš).
 Švýcarsko –  Belgie	6:2 (3:2, 3:0)
24. ledna 1909 – Chamonix

Branky Švýcarska: Max Sillig 4, Alfred Mégroz, F. Payot

Branky Belgie: Jean-Paul Verbeyst, Paul Loicq.
 Čechy –  Velká Británie 	0:11 (0:4, 0:7)
24. ledna (odpoledne) 1909 – Chamonix

Branky Velké Británie: Harold Duden 6, Albert Macklin 3, Hugo Stonor 2.
Čechy: Miloslav Potůček – Boleslav Hammer, Jan Fleischmann – Ctibor Malý – Otakar Vindyš, Jaroslav Jarkovský, Jan Pallausch (Palouš).
 Francie –  Švýcarsko	3:0 (2:0, 1:0)
25. ledna 1909 – Chamonix

Branky Francie: Robert Lacroix 2, Paul Ruinat de Gournier.
 Velká Británie –  Belgie	4:0 (3:0, 1:0)
25. ledna 1909 – Chamonix

Branky Velké Británie: Waite 4.
 Čechy –  Belgie	1:4 (0:2, 1:2)
25. ledna 1909 – Chamonix

Branka Čech: Otakar Vindyš.

Branky Belgie:Jean-Paul Verbeyst 3, Maurice Deprez.
Čechy: Miloslav Potůček – Boleslav Hammer, Jan Fleischmann – Ctibor Malý – Otakar Vindyš, Jaroslav Jarkovský, Jan Pallausch (Palouš).
 Francie –  Velká Británie 	1:2 (0:0, 1:1, 0:0 – 0:0, 0:0, 0:1 pp)
25. ledna 1909 – Chamonix

Branka Francie: Pierre Daniel-Blayn.

Branky Velké Británie: Hugo Stonor, Harold Duden.

## Soupisky

### Soupiska Velké Británie
1.  Velká Británie (Princes Ice Hockey Club)

Brankář: Thomas Unite.

Obránci: Peter Patton, Bevan Cox.

Záložník: Harold Duden.

Útočníci: A. Lawford, Hugo Stonor, Albert Macklin, Sopforth, Waite.

### Soupiska Francie
2.  Francie (CP Paříž)

Brankář: Maurice del Valle.

Obránci: Alexandre Clarke, Robert van der Hoeven.

Záložník: Raymond Mézières

Útočníci: Robert Lacroix, Alfred de Rauch, Pierre Daniel-Blayn, Paul Ruinat de Gournier.

### Soupiska Švýcarska
3.  Švýcarsko (Club des Patineurs de Lausanne)

Brankář: Moreau.

Obránci: Édouard Mellor, Daws.

Záložník: Oscar Auckenthaler.

Útočníci: Alfred Mégroz, Max Sillig, F. Payot, Berdès.

### Soupiska Belgie
4.  Belgie (FPB Brusel)

Brankář: Hayois.

Obránci: Louis de Smeth, Fernand de Smeth.

Záložník: Paul Goemine.

Útočníci: Jean-Paul Verbeyst, Paul Loicq, Maurice Deprez.

### Soupiska Čech
5.  Čechy (České mužstvo akademické)

Brankáři: Josef Gruss, Miloslav Potůček

Pravý obránce: Boleslav Hammer

Levý obránce: Jan Fleischmann

Záložník: Ctibor Malý

Pravé křídlo: Otakar Vindyš

Střední útočník: Jaroslav Jarkovský

Levé křídlo: Jan Pallausch (Palouš)